# بريفات بنك
بريفات بنك (بالأوكرانية: ПриватБа́нк) هو أكبر مصرف تجاري في أوكرانيا من حيث عدد العملاء وقيمة الأصول ومحفظة القروض والضرائب المدفوعة للميزانية الوطنية. يقع مقر بريفات بنك في مدينة دنيبرو ، في وسط أوكرانيا

## تأميم المصرف
في (18 ديسمبر 2016) ، تم تأميم المصرف من قبل حكومة أوكرانيا لحماية 20 مليون عميل والحفاظ على "الاستقرار المالي في البلاد"وأظهرت التحقيقات الرسمية أن البنك كان عرضة للاحتيال على نطاق واسع لذلك تم اتخاذ القرار بتأميمه

## معلومات حول المصرف
أكبر بنك للأصول في أوكرانيا وسوق التجزئة المصرفية، مسجل في (19 مارس 1992)
في 1 يناير 2018 ، بلغ صافي أصول بريفات بنك 259 مليار هريفنا أي (19.3٪ من جميع أصول البنوك في أوكرانيا). يمتلك بريفات بنك ثاني أكبر شبكة فروع وأكبر شبكة من أجهزة الصراف آلي بين البنوك الأوكرانية. في عام 2018 ، تم تشغيل حوالي 7.2 ألف جهاز صراف آلي و 13.3 ألف محطة دفع و 141 ألف جهاز نقطة بيع تجارية. تضم شبكة الخدمات المصرفية الوطنية في بريفات بنك حوالي 2240 فرعاً. في عام 2018 ، أصدر البنك أكثر من 30 مليون بطاقة، وهو ما يزيد عن نصف إجمالي عدد بطاقات الدفع التي أصدرتها البنوك الأوكرانية. يمتلك البنك نظام تحويل الأموال (PrivatMoney) والأكثر شعبية في أوكرانيا عبر الإنترنت ونظام الدفع (Privat24). يعمل البنك أيضًا كمركز لنظام الدفع الإلكتروني في (LiqPay)
يمتلك المصرف فروعا في لاتفيا، بالإضافة إلى فروع في إيطاليا والبرتغال وقبرص.